# Compromís de 1850

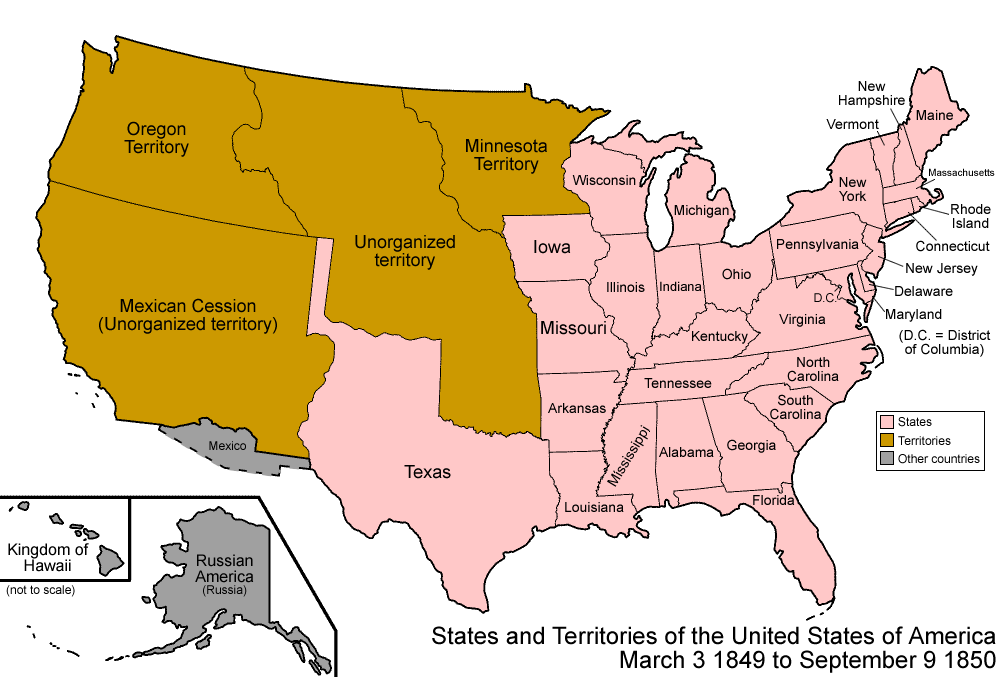
Abans del Compromís: *Febre de l'or Califòrnia esdevé un estat lliure
- Texas reclama el territori fins al Rio Grande
- Nou Mèxic resisteix a Texas, i aconsegueix ser un estat lliure.

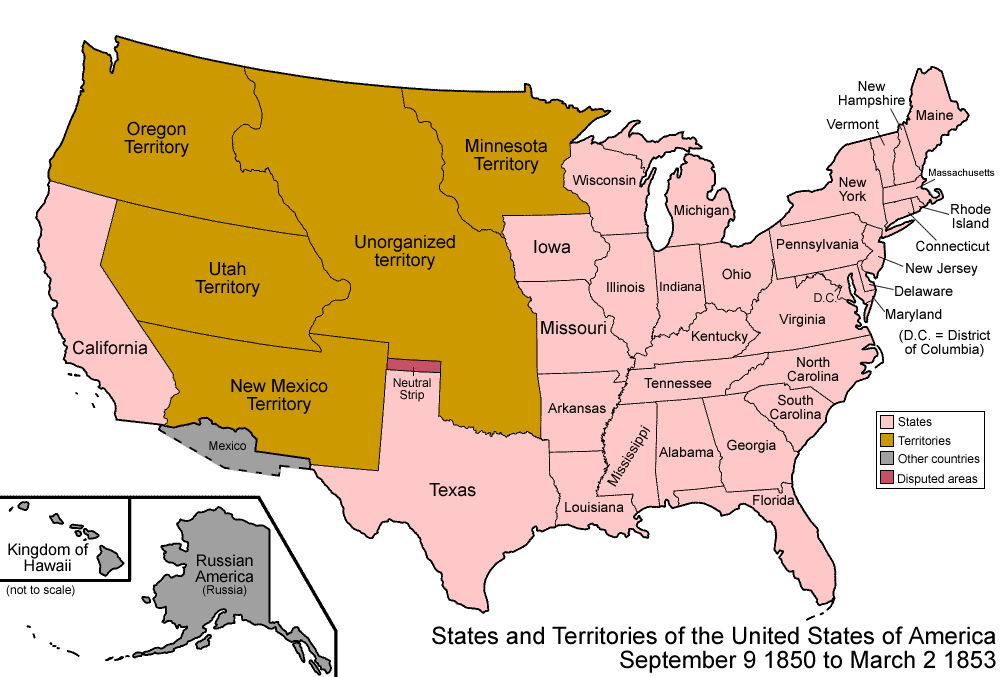
Texas negocia cedir algunes reivindicacions territorial a canvi d'alleugerir el seu deute
Nou Mèxic esdevé el Territori de Nou Mèxic, on no s'hi ha decidit encara l'estatus legal de l'esclavitud

El Compromís de 1850 és un conjunt de lleis que es van fer als Estats Units el 1850 per tal de resoldre algunes tensions sorgides amb la colonització de Califòrnia impulsada per la febre de l'or i amb l'annexió de nous territoris després de la intervenció nord-americana a Mèxic (1846 - 1848) que tingueren com a resultat conflictes territorials i una discussió entre els diferents estats estatunidencs sobre la legalitat de l'esclavitud en els nous estats.
Entre les diferents lleis que van sorgir del Compromís, destaca la creació el 1850 de l'estat lliure de Califòrnia. Tot i que està situat al sud dels Estats Units, en un lloc, segons el Compromís de Missouri de 1820 l'esclavitud hauria de ser legal. L'altra llei més destacada és la Llei dels esclaus fugitius de 1850 dels Estats Units, segons la que un esclau fugitiu d'un estat del Sud podia ser perseguit en un estat del Nord, a on podia ser reclamat pel seu propietari només amb una simple declaració que obligava les autoritats locals a perseguir-lo i a capturar-lo.
Hi ha altres lleis del compromís de 1850 referents a la creació, delimitació de fronteres i a l'existència d'esclaus en els nous estats de Texas i Nou Mèxic.

Animació que mostra els estats lliures i esclavistes entre el 1789 i el 1861

Els acords que es van prendre en el Compromís de 1850 van ser:
- Texas va cedir en el seu reclam sobre el territori de Nou Mèxic i sobre les seves pretensions al nord de la línia del Compromís de Missouri a canvi de transferir el seu deute públic al Govern Federal dels Estats Units i manté el Texas Panhandle.
- S'aprova l'admissió de Califòrnia com un estat lliure a on l'esclavitud està prohibida.
- El Sud va impedir l'adopció de la Clàusula de Wilmot que hauria declarat il·legal l'esclavitud en els nous territoris[1] i es va decidir que Nou Mèxic i el Territori de Utah podrien decidir, si volien, convertir-se en estats esclavistes. A la pràctica, com que aquestes terres no eren adequades per l'agricultura de plantació, els seus habitants no van tenir-hi interès.
- El Sud va obtenir la Llei dels esclaus fugitius i la preservació de l'esclavitud (tot i que no del comerç d'esclaus a Washington DC.
- Es va prohibir el comerç d'esclaus a la capital federal de Washington DC.

El Compromís fou possible després que morís sobtadament el President Zachary Taylor que, tot i que era propietari d'esclaus, li afavoria l'exclussió de l'esclavitud al sud-oest. Henry Clay va dissenyar una solució de compromís que no va ser aprovada fins a principis de 1850 degut a l'oposició dels demòcrates esclavistes del Sud que estaven liderats per John C. Calhoun i dels abolicionistes del Nord. La llei fou aprovada per un estret marge degut a l'oposició que hi va haver en les dues bandes.